# 이집트과일박쥐
이집트과일박쥐 또는 이집트루세트(Rousettus aegyptiacus)는 큰박쥐과에 속하는 박쥐의 일종이다. 구대륙에서 발견된다.

## 분포
사하라의 사막 지역을 제외한 아프리카 전역에서 발견되며, 중동 전역과 동쪽 멀리 파키스탄까지 그리고 북쪽의 인도에서 발견된다. 넓게 확장된 지리적 분포와 비교적 큰 야생 개체군때문에 이집트루세트는 아직 어떤 특정 보전 등급을 갖고 있지 않다.

## 특징
이집트과일박쥐는 큰박쥐류 근연종들과 비교하여 작은 편이다. 날개 폭은 평균 60cm이고, 몸길이는 약 15cm이다. 몸무게는 보통 약 160g이다. 암컷보다 수컷이 크고, 큰 음낭때문에 다른 종과 쉽게 구별할 수 있다. 보통 연한 갈색을 띠며, 날개는 더 짙은 갈색이다. 크고 뾰족한 귀, 검은 눈 그리고 개를 닮은 긴 주둥이를 갖고 있어서 "나는 여우 또는 날여우"로 불린다. 털은 아주 부드럽고, 날개는 팬티스타킹 같다.

## 습성
다른 박쥐들처럼 이집트과일박쥐도 야행성 동물이다. 낮에는 나무나 동굴에서 무리를 지어 시간을 보내며, 다른 박쥐들과 함께 수천마리씩 큰 무리를 짓곤 한다. 늦저녁에 먹이를 찾아 둥지를 떠나서 새벽 해가 뜨기 전에 돌아온다. 거꾸로 매달려 양날개를 몸쪽으로 최대한 접는다. 이집트과일박쥐는 반향 정위를 사용하는 유일한 큰박쥐류인 루세트박쥐속에 포함되는 박쥐이다.

## 사진

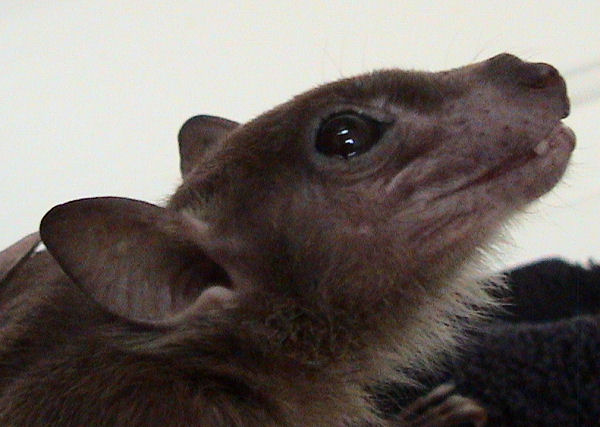
이집트과일박쥐
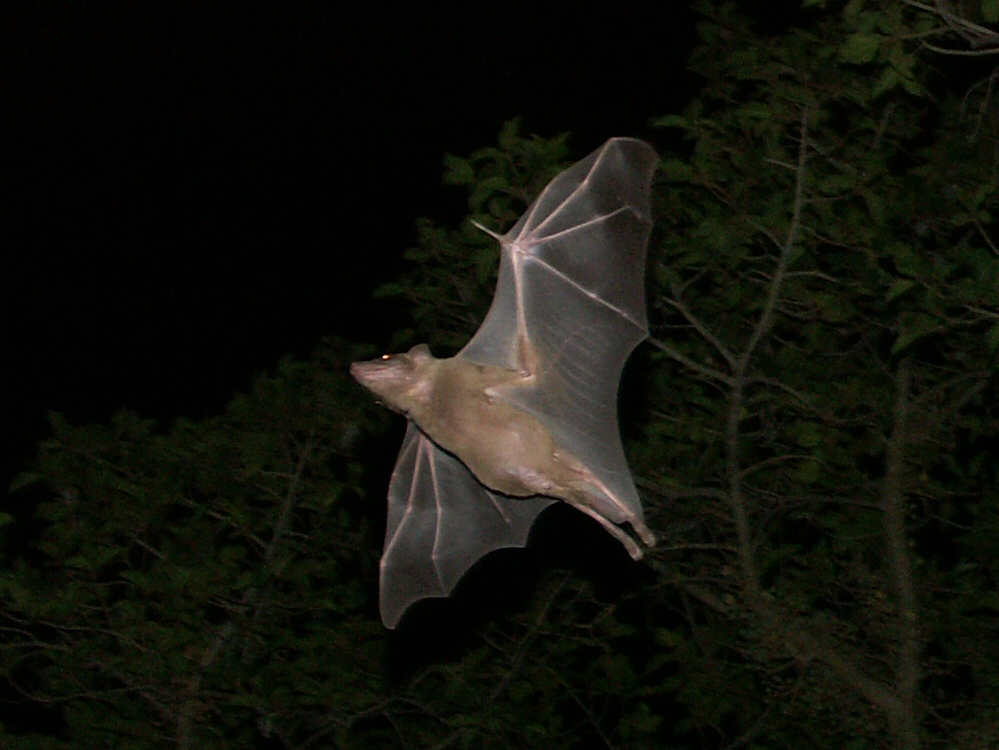
이스라엘 텔아비브에서 날고 있는 이집트과일박쥐
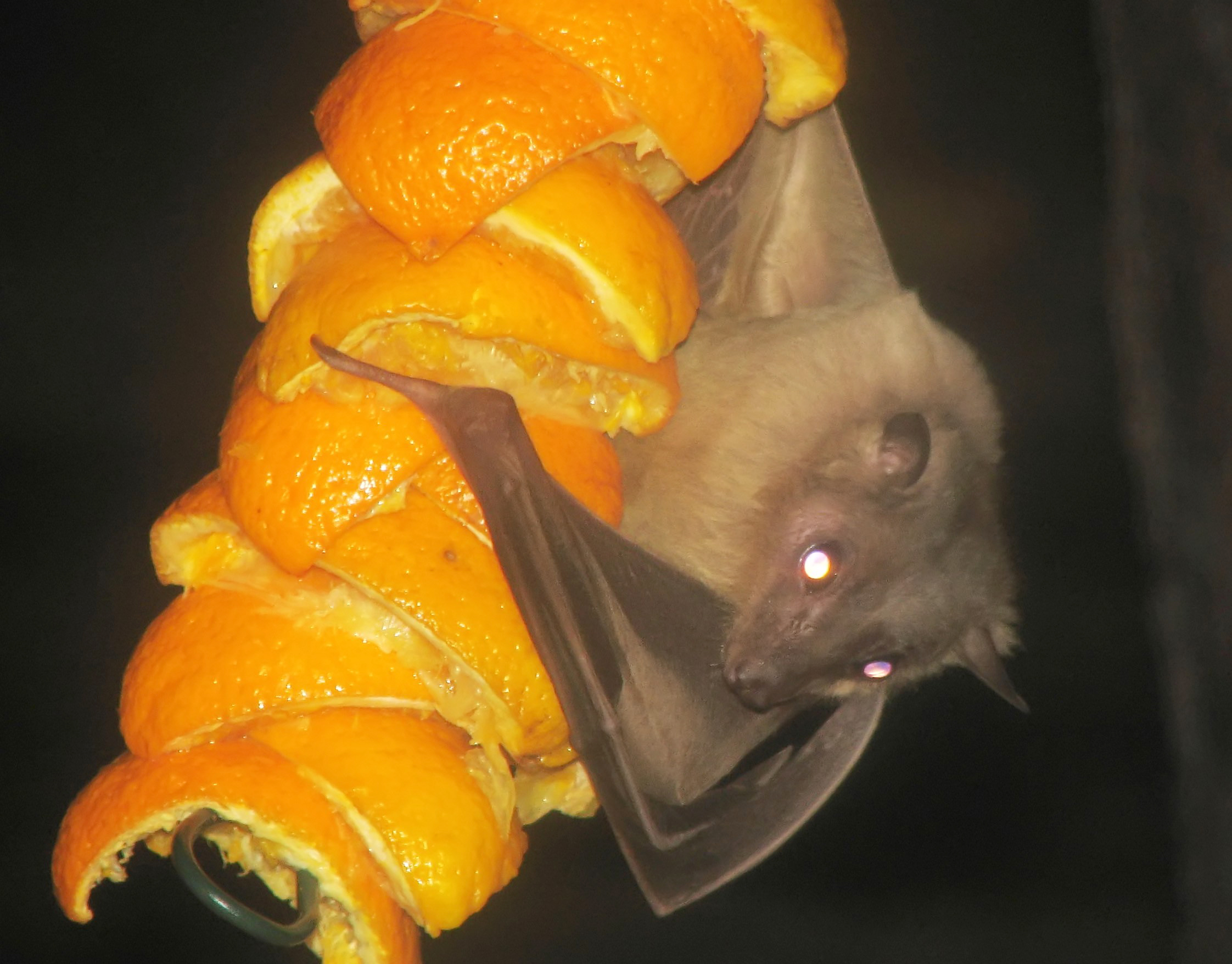
잉글랜드 코츠월드 야생공원에서 오렌지에 매달린 이집트과일박쥐
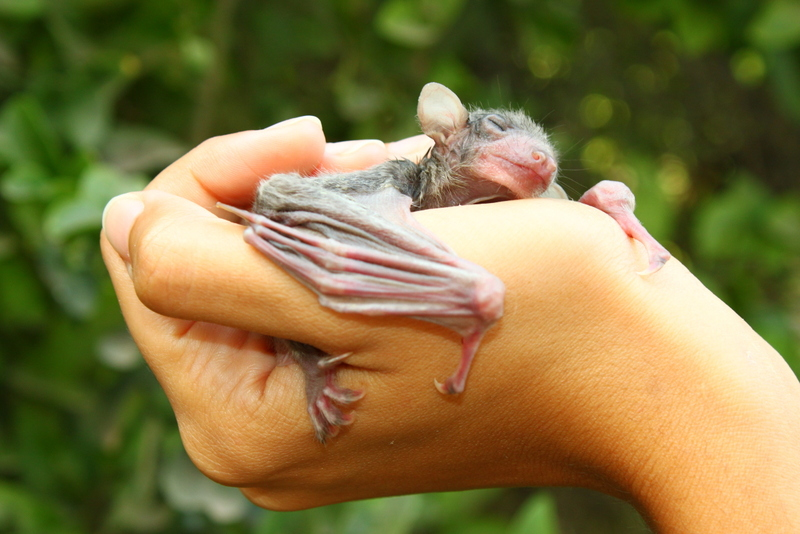
이집트과일박쥐의 새끼